# Petar Metličić
Petar Metličić (ur. 25 grudnia 1976 w Splicie) – chorwacki piłkarz ręczny, reprezentant kraju, występuje na pozycji rozgrywającego. W 2004 roku wraz z reprezentacją zdobył złoty medal olimpijski w Atenach.
W 2009 roku wywalczył srebrny medal mistrzostw Świata rozgrywanych w Chorwacji.
Od sezonu 2012/13 występuje we francuskiej Division 1, w drużynie Montpellier Agglomération Handball.

## Osiągnięcia

### klubowe
- 2006, 2007, 2008: puchar Ligi ASOBAL
- 2007, 2008, 2009, 2010: mistrzostwo Hiszpanii
- 2006, 2008, 2009: zwycięstwo w Lidze Mistrzów
- 2000: puchar EHF
- 2008: puchar Króla
- 2009, 2010: Klubowe Mistrzostwo Świata
- 2012: puchar Słowenii
- 2012: wicemistrzostwo Słowenii

### reprezentacyjne
- 2003: mistrzostwo Świata (Portugalia)
- 2004: mistrzostwo Olimpijskie (Ateny)
- 2005: wicemistrzostwo Świata (Tunezja)
- 2008: wicemistrzostwo Europy (Norwegia)
- 2009: wicemistrzostwo Świata (Chorwacja)

## Odznaczenia
- 2004: odznaczony nagrodą im. Franjo Bučara